# 남원주중학교
남원주중학교(南原州中學校)는 대한민국 강원특별자치도 원주시 단구동에 있는 공립 중학교이다.

## 학교 연혁
- 1997년 1월 29일 : 남원주중학교 설립 인가 (24학급)
- 2000년 3월 4일 : 제1회 입학식(신입생 318명)
- 2003년 2월 13일 : 제1회 졸업식(졸업생 322명)
- 2015년 3월 1일 : 31학급 인가(특수학급 1학급)
- 2025년 1월 5일 : 제23회 졸업식(졸업생 280명, 누계 7,665명)
- 2025년 3월 1일 : 제11대 이숙자 교장 부임
- 2025년 3월 4일 : 제26회 입학식(10학급 신입생 289명)

## 참고 자료
- 남원주중학교 - 한국교육학술정보원 학교알리미